# Kvanthopp
Kvanthopp är en finlandssvensk populärvetenskaplig poddradio producerad av Svenska Yle. Programmet leds av vetenskapsjournalisten Marcus Rosenlund. Det hade premiär den 26 april 2011 och publiceras fortfarande varje lördag via Yle Arenan.
Kvanthopp tar upp ett brett spektrum av vetenskapliga ämnen såsom partikelfysik, rymdfart, teknik, naturvetenskap, historia och filosofiska frågor. Varje avsnitt är omkring 30 till 40 minuter långt.

## Produktion
Redaktionen bakom podden består av:
- Programledare och redaktör: Marcus Rosenlund
- Producent: Nicolina Zilliacus-Korsström
- Ansvarig producent: Annika Löfgren
- Ansvarig utgivare: Anna Forth